# ترنر (مین)
ترنر، مین (به انگلیسی: Turner, Maine) یک منطقهٔ مسکونی در ایالات متحده آمریکا است که در ایالت مین واقع شده‌است.

## خصوصیات
ترنر ۱۶۲٫۴۴ کیلومترمربع مساحت و ۵٬۷۳۴ نفر جمعیت دارد و ۱۲۷ متر بالاتر از سطح دریا واقع شده‌است.